# コンスタンティノープル包囲戦 (1422年)
1422年のコンスタンティノープル包囲戦（コンスタンティノープルほういせん）は、オスマン帝国の皇帝ムラト2世がビザンツ帝国の首都コンスタンティノープルを包囲した戦いである。
初めてこの街を本格的に攻めることになったオスマン軍は、初めて大砲を導入して都市を攻略しようとしたが、皇帝マヌエル2世パレオロゴス率いるビザンツ帝国軍が耐え抜いた。さらにマヌエル2世らの策により後方で反乱が発生したため、ムラト2世は撤退した。

## 背景
1421年にスルターンのメフメト1世が死去し、後継者争いが始まると、ビザンツ皇帝マヌエル2世が介入してオスマン帝国を弱体化させようと試みた。
闘争を勝ち抜いて地位を固めたムラト2世は、1422年にビザンツ帝国に侵攻した。この時のオスマン軍は、砲身が短いが口径が大きいファルコネット砲を手に入れていた。一方のビザンツ軍も技術的には同等のレベルにあり、オスマン側も「大砲から放たれた石を……受け止めるために」バリケードを作らなければならなかった。

## 包囲戦
ビザンツ帝国の年代記（1425年ごろ）によると、「6月10日水曜日、正午から4時間が過ぎた時、ミハロールがコンスタンティノープルを攻撃した」。戦闘の目撃者であるヨハネス・カナノスによれば、ミハロールの先鋒隊がコンスタンティノープル郊外を荒らしまわったのち、6月20日にオスマン本軍が攻城兵器と共に到着し、本格的な攻防戦が始まった。
しかし間もなく、ムラト2世は撤退せざるを得なくなった。アナトリア半島で弟のキュチュク・ムスタファが反乱を起こしたためである。その裏では、アンカラの戦いで一度没落したオスマン帝国が再び強大化することを恐れたゲルミヤン侯国やカラマン侯国などのアナトリアのベイリクが糸を引いていた。さらに歴史家ドゥーカスによれば、反乱軍にはビザンツ帝国のマヌエル2世からも金が流れていたという。これによりムスタファは大規模な軍勢を組織し、8月下旬もしくは9月初旬からオスマン帝国の首都ブルサを包囲した。ムラト2世の撤退にはこうした事情があったが、当時のコンスタンティノープルでは、これは神の母が介在した奇跡であると言われた（後述）。

## その後
オスマン軍を撃退したとはいえ、すでにビザンツ帝国は、コンスタンティノープルのほかにエーゲ海に散らばる僅かな飛び地を治めるだけの小国にまで没落していた。帝国の経済も瀕死の域にあり、難攻不落の都市があってもそれを守る兵士が足りなかった。教皇ピウス2世は、ヨーロッパ諸国に向けて、ビザンツ帝国に「大砲を送る」よう、すなわち軍事支援を行うよう求めた。それに応えて何門か大砲が送られたものの、それ以外にはビザンツ帝国の軍事は一切増強も改善もされなかった。結局、ムラト2世の子のメフメト2世により、1453年にコンスタンティノープルが陥落し、ビザンツ帝国は滅亡した。

## 伝説
ビザンツ側の文献によると、ムラト2世が包囲を諦めたのは神の母（テオトコス）がコンスタンティノープルの城壁の上に現れたからだという風説がビザンツ帝国で広まった。ヨハネス・カナノスは、次のように記録している。
| “ | ローマ人たち（ビザンツ帝国の人々）は、疲労しきっていたにもかかわらず、跳躍して喜んだ。……彼らは「これは本当に豊かで、祝福された、記憶すべき、類まれなる、感嘆に値する奇跡だ」と言って、至聖の処女を心の底から称える讃美歌を絶唱した。 | ” |

またカナノスによれば、トルコ軍側が、紫衣をまとった女性が街の外壁を歩いていたのを目撃した、と記録していたという。